# Black Friday (película de 2004)
Black Friday (en español: Viernes Negro) es una película dramática de Anurag Kashyap. Basada en el libro sobre los atentados de Bombay de 1993, Black Friday - The True Story of the Bombay Bomb Blasts. La película influyó sobre el director Danny Boyle y Slumdog Millionaire.

## Reparto
- Kay Kay Menon como Rakesh Maria.
- Pavan Malhotra como Tiger Memon.
- Aditya Srivastava como Badshah Khan.
- Dibyendu Bhattacharya como Yeda Yakub.
- Imtiaz Ali como Yakub Memon.
- Vijay Maurya como Dawood Ibrahim.
- Pratima Kazmi como madre de Badsha.
- Aliya Curmally como Shabana Memon.
- Gajraj Rao como Dawood Phanse.
- Zakir Hussain como Nand Kumar Chougale.
- Ragesh Asthana como Mohammad Dossa.
- Raj Singh Chaudhary como Mushtaq Tarani.
- Aditya Bhattacharya como Sheikh Aziz.
- Goutam Maitra como Tainur.
- Loveleen Mishra como la entrevistadora.

## Música
1. «Bandeh» – 7:49
2. «Badshah In Jail» – 7:27
3. «Bharam Bhap Ke» – 8:37
4. «Opening / Pre Blast» – 4:48
5. «Bomb Planting» – 3:55
6. «Memon House» – 6:18
7. «RDX» – 3:12
8. «Training» – 3:59
9. «Chase» – 3:31